# Babo Kabasu
Babo Kabasu (4 marzo 1950 – 30 gennaio 2022) è stato un calciatore della Repubblica Democratica del Congo, di ruolo difensore.

## Carriera
Insieme alla Nazionale di calcio della Repubblica Democratica del Congo partecipò, come riserva, al Campionato mondiale di calcio del 1974, ma non scese mai in campo.